# Терцо ди Мецо I (Авелино)
Терцо ди Мецо I је насеље у Италији у округу Авелино, региону Кампанија.
Према процени из 2011. у насељу је живело 53 становника. Насеље се налази на надморској висини од 813 м.